# Sten Sjögren
Sten Hugo Sjögren (* 28. April 1957 in Lund) ist ein ehemaliger schwedischer Handballtrainer und Handballspieler.
Der 1,82 m große und zu seiner aktiven Zeit 80 kg schwere Linkshänder spielte im rechten Rückraum und auf Rechtsaußen. Sjögren begann in seiner Heimatstadt bei LUGI HF mit dem Handballspiel. Mit 17 Jahren debütierte er in der schwedischen Elitserien, die er 1980 gewinnen konnte. In der Saison 1982/83 wurde Sjögren zu Schwedens Handballer des Jahres gewählt, in der Saison 1984/85 wurde er mit 153 Treffern in 22 Spielen gemeinsam mit Björn Jilsén Torschützenkönig. 1994 beendete er seine Profikarriere als damaliger Rekordtorschütze der Liga mit 1530 Toren. Insgesamt warf er in 432 Spielen für Lund 1790 Tore. Nach seinem Karriereende wurde er Spielertrainer in Skurup. Später übernahm er noch den Posten bei Olympic/Viking Helsingborg HK und Ystads IF HF. 2002 kehrte er zu LUGI zurück und wurde Jugendtrainer in der Akademie. 2006 zog er sich vom Handball zurück.
In der Schwedischen Nationalmannschaft debütierte Sten Sjögren 1978. Bei den Olympischen Spielen 1984 in Los Angeles und 1988 in Seoul wurde er jeweils Fünfter. Bei der Weltmeisterschaft 1990 schlug er im Finale überraschend die sowjetische Mannschaft und wurde Weltmeister. Bis 1991 bestritt er 200 Länderspiele, in denen er 506 Tore erzielte.

## Privates
Sten Sjögren ist verheiratet, hat zwei Kinder und zwei Enkel. Sie leben in Lund. Der passionierte Jäger organisiert Jagdreisen nach Nordamerika, Afrika und Asien.